# Verger affinis
Verger affinis är en nattsländeart som först beskrevs av Schmid 1955.  Verger affinis ingår i släktet Verger och familjen husmasknattsländor. Inga underarter finns listade i Catalogue of Life.